# Shaft of Light
Albums de Airrace
Back to the Start
(2011)
Shaft of Light est le premier album publié par Airrace le 5 octobre 1984 sur le label Atco. Enregistré aux Atlantic Studios de New York, l'album a été produit par Beau Hill. Souvent présenté comme un groupe de hard-rock FM/AOR, Airrace propose en réalité un hard-rock mélodique et énergique proche de celui de Def Leppard avec une utilisation accrue des claviers. Certains aspects de la production de Beau Hill ont pu dérouter le public, comme l'utilisation par Jason Bonham de percussions électroniques dans un style très éloigné de son père John Bonham.
Shaft of Light n'a pas été un franc succès commercial malgré les nombreux concerts donnés par Airrace en Europe et l'excellent accueil réservé par la presse spécialisée, en particulier le magazine anglais Kerrang!. De même, Shaft of Light est passé totalement inaperçu aux États-Unis en l'absence de tournée nord-américaine.
Sur un plan économique, Shaft of Light est un des nombreux albums du genre ayant souffert d'une distribution erratique voir inexistante. Sur un plan artistique, Shaft of Light reste une référence du hard rock mélodique britannique et l'album qui a révélé au grand public les talents de Jason Bonham et Keith Murrell.

## Musiciens
- Keith Murrell : chant
- Laurie Mansworth : guitare
- Jason Bonham : batterie
- Toby Sadler : claviers
- Jim Reid : basse

## Titres
- I don't Care (Keith Murrell/Laurie Mansworth)
- Promise to Call (Keith Murrell/Laurie Mansworth)
- First One over the Line (Keith Murrell/Laurie Mansworth)
- Open your Eyes (Keith Murrell/Laurie Mansworth/Toby Sadler)
- Not Really me (Keith Murrell/Laurie Mansworth)
- Brief Encounter (Keith Murrell/Laurie Mansworth)
- Caught in the Game (Keith Murrell/Toby Sadler)
- Do you Want my Love Again (Keith Murrell/Laurie Mansworth)
- Didn't wanna Lose ya (Keith Murrell/Laurie Mansworth)
- All I'm Asking (Keith Murrell/Laurie Mansworth)

Le label Rock Candy a ré-édité Shaft of Light en ajoutant deux titres figurant sur une maquette produite par Tony Platt en 1982.